# امید (اسپرو)
امید (اِسپِرو) (به اسپرانتو: La Espero) شعری‌ست به زبان فراساخته‌ی اسپرانتو که لودویک زامنهوف (۱۸۵۹–۱۹۱۷)، خالق این زبان، در آغازین سال‌های ابداع این زبان بین‌المللی سروده است. این شعر که امروزه بیشتر با عنوان سرود اسپرانتو شناخته می‌شود، معمولاً با یک مارش پیروزی همراه است که فِلیسین مِنو دو مِنیل (به فرانسوی: Félicien Menu de Ménil)، آهنگ‌ساز فرانسوی، برای آن ساخته‌است. پیش‌تر نیز، کلاس آدلزکلد و چند آهنگساز کمترشناخته‌شدهٔ دیگر برای این شعر و سرود موسیقی ساخته بودند. گاهی از این ترانهٔ امید با عنوان سرود جنبش اسپرانتو نیز یاد می‌کنند.
برخی اسپرانتیست‌ها به کاربرد واژهٔ «سرود» یا «مناجات» دربارهٔ این ترانه معترضند چون این گونه اصطلاحات سویهٔ مذهبی، نژادی و/یا ملی دارند و جنبش اسپرانتو در جهان، حرکتی بی‌طرف و همگانی است - و دقیقاً به همین دلیل زبان بین‌المللی اسپرانتو مورد توصیهٔ سازمان‌های بی‌طرف بین‌المللی، مانند سازمان ملل متحد و یونسکو (که تاکنون دو قطعنامه در مورد آن صادر کرده‌است)، می‌باشد.

## متن ترانه
| حسی نو به دنیا آمد ندایی سهمگین در جهان طنین افکند بر بال نسیمی سبک بگذار پر بگیرد، از کران تا کران نه به شمشیری تشنهٔ خون از نیام برکشیده بر بنی‌آدم به جهان همیشه در پیکار هارمونی مقدس را نوید می‌دهد زیر نشان مقدس امید سربازان صلح گرد هم می‌آیند و کارشان چه زود پا می‌گیرد با تلاش آن‌ها که امید داشتند دیوارهای هزاره سخت استوارند در میان مردمی جدا از هم این سدهای سخت هم روزی فرومی‌پاشند درهم کوبیده می‌شوند به ضرب عشق مقدس بر پایهٔ زبانی بی‌طرف فهم خواهند کرد یک‌دیگر را مردم همدل بنا خواهند کرد حلقهٔ بزرگ خانواده‌ای یگانه را یاران سخت‌کوش ما در تلاش صلح‌آمیزشان خستگی‌ناپذیرند تا آن زمان که رؤیای زیبای انسانیت برای برکت ابدی محقق شود | En la mondon venis nova sento, tra la mondo iras forta voko; per flugiloj de facila vento nun de loko flugu ĝi al loko. Ne al glavo sangon soifanta ĝi la homan tiras familion: al la mond' eterne militanta ĝi promesas sanktan harmonion. Sub la sankta signo de l' espero kolektiĝas pacaj batalantoj, kaj rapide kreskas la afero per laboro de la esperantoj. Forte staras muroj de miljaroj inter la popoloj dividitaj; sed dissaltos la obstinaj baroj, per la sankta amo disbatitaj. Sur neŭtrala lingva fundamento, komprenante unu la alian, la popoloj faros en konsento unu grandan rondon familian. Nia diligenta kolegaro en laboro paca ne laciĝos, ĝis la bela sonĝo de l' homaro por eterna ben' efektiviĝos. |